# 芦溪镇 (芦溪县)
芦溪镇，是中华人民共和国江西省萍乡市芦溪县下辖的一个乡镇级行政单位。

## 行政区划
芦溪镇下辖以下地区：
卫前社区、麦园社区、东桥社区、华光社区、花生堎社区、年丰村、洋田村、林家坊村、阳谷陂村、塘里村、江霞村、东阳村、瑞泉村、仁里村、丰泉村、高楼村、水山村、更田村、山下村、潭田村、古城村、温埠村、蔗棚村、东渡村、柳江村、新田村、路行村和葛溪村。

## 交通
- 沪昆铁路：芦溪站